# Jordan Hubbard
Pour les articles homonymes, voir Hubbard.
 (septembre 2012).
Si vous disposez d'ouvrages ou d'articles de référence ou si vous connaissez des sites web de qualité traitant du thème abordé ici, merci de compléter l'article en donnant les références utiles à sa vérifiabilité et en les liant à la section « Notes et références ».
Jordan K. Hubbard (né le 8 avril 1963 à Honolulu) est un développeur de logiciel libre américain. Il a développé le Ardent Window Manager et d'autres outils et bibliothèques open source avant de cofonder (avec Nate Williams et Rod Grimes) le projet FreeBSD en 1993.
En juillet 2001 il a rejoint Apple en tant que responsable du groupe technologique BSD. En 2005, il devient « directeur de la technologie UNIX ». En octobre 2007, il a été promu « directeur de la conception des technologies UNIX », poste qu'il occupe jusqu'en Juin 2013.
Le 15 juillet 2013, il devient CTO de iXsystems, société éditant FreeNAS, basé sur FreeBSD. Après le lancement chaotique de la nouvelle génération de FreeNAS, Corral (iXsystems décidera de mettre fin au projet dès son départ), il quitte la société en avril 2017 pour devenir VP Engineering d'une startup dans le domaine du diagnostic bio-médical (Two Pore Guys, par la suite renommée Ontera).
Après un peu plus d'un an et demi, il rejoint Uber en janvier 2019 comme directeur de l'ingénierie, chargé des outils de développement internes.
Depuis avril 2020, il est directeur au sein de la division GPU Computing chez Nvidia.